# Фелікс Кандела

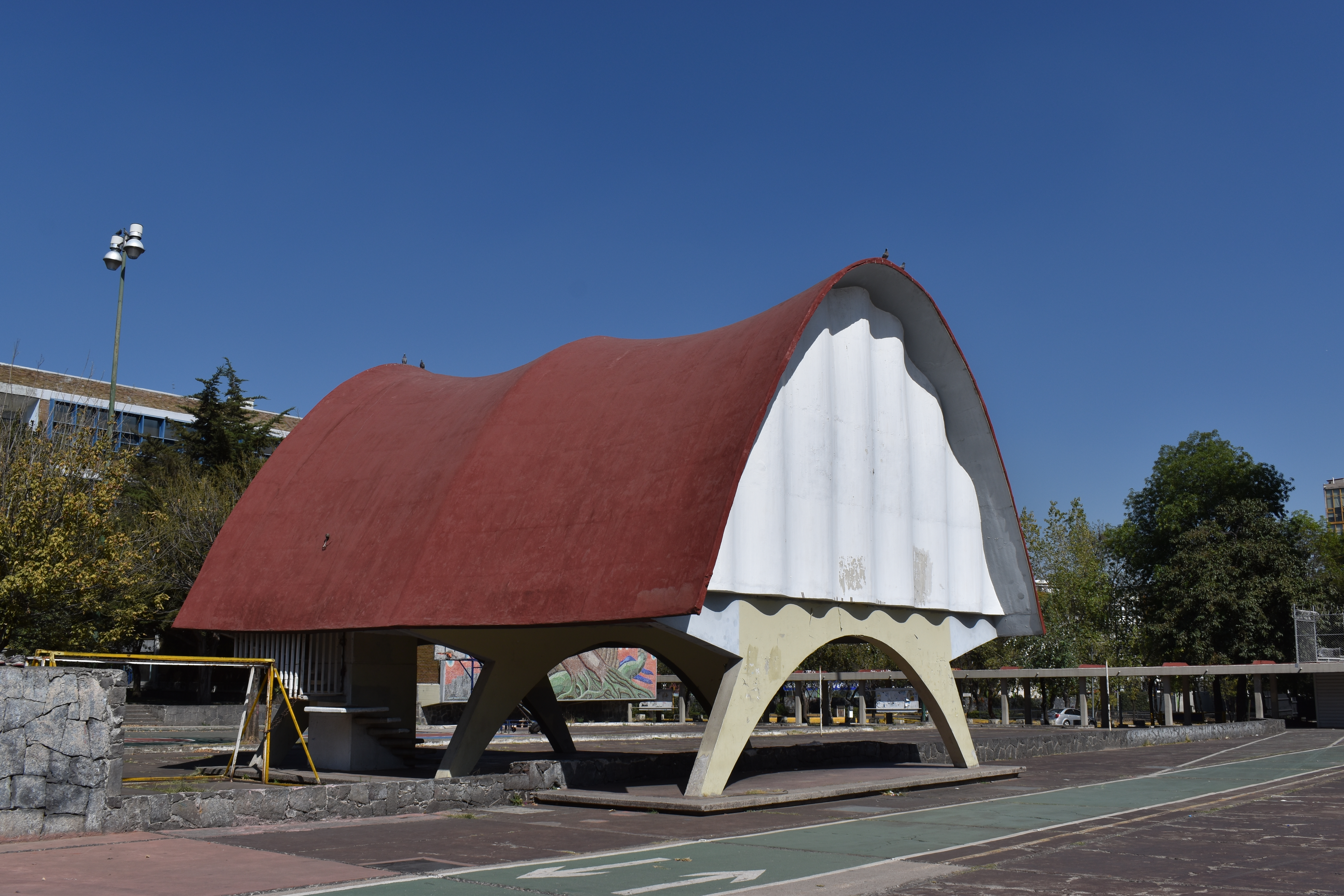
1951, Pabellón de Rayos Cósmicos («Павільйон космічних променів»), Національний автономний університет Мексики, разом з Хорхе Гонсалесом Рейною

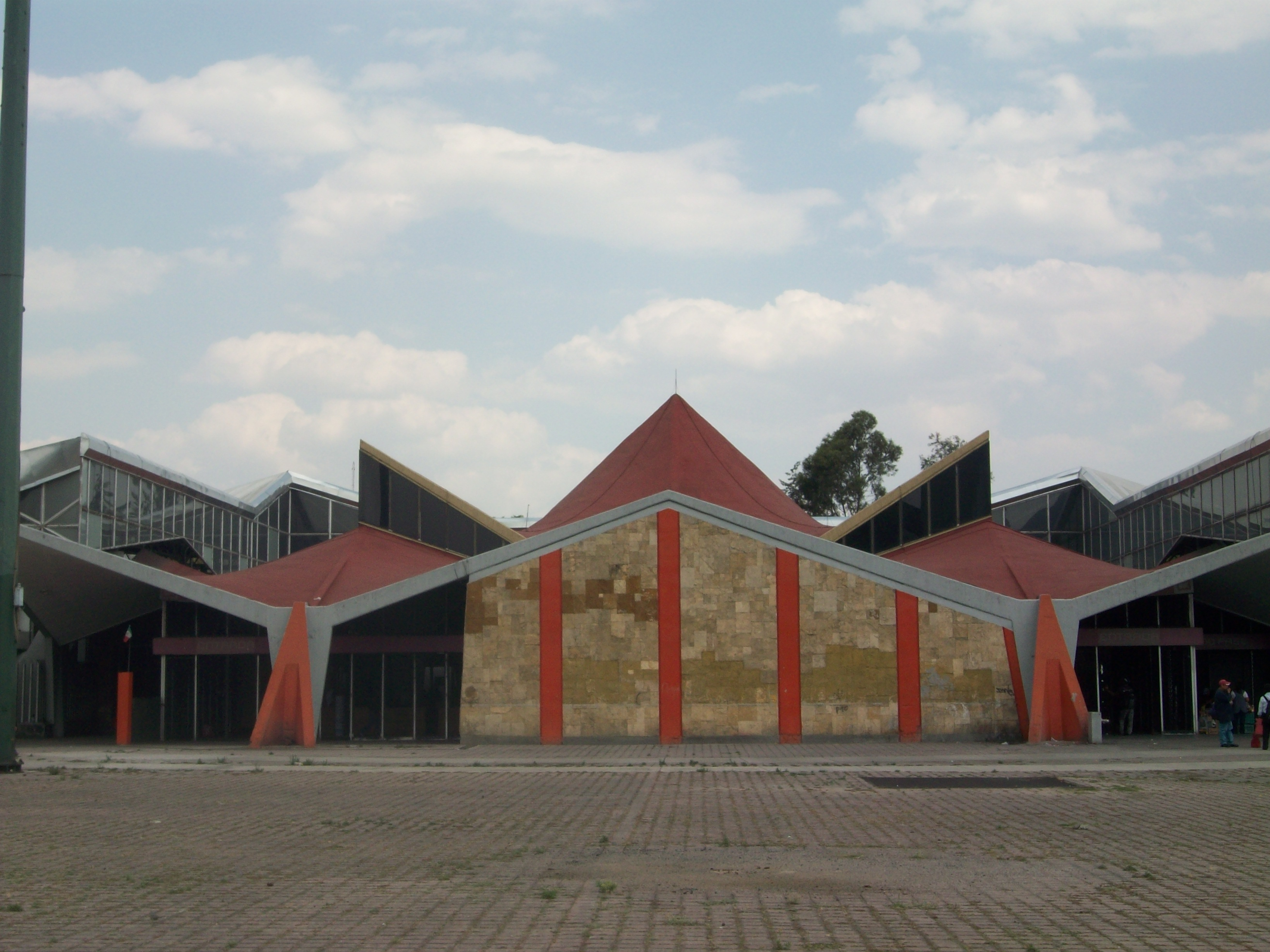
Станція метро San Lázaro, Мехіко

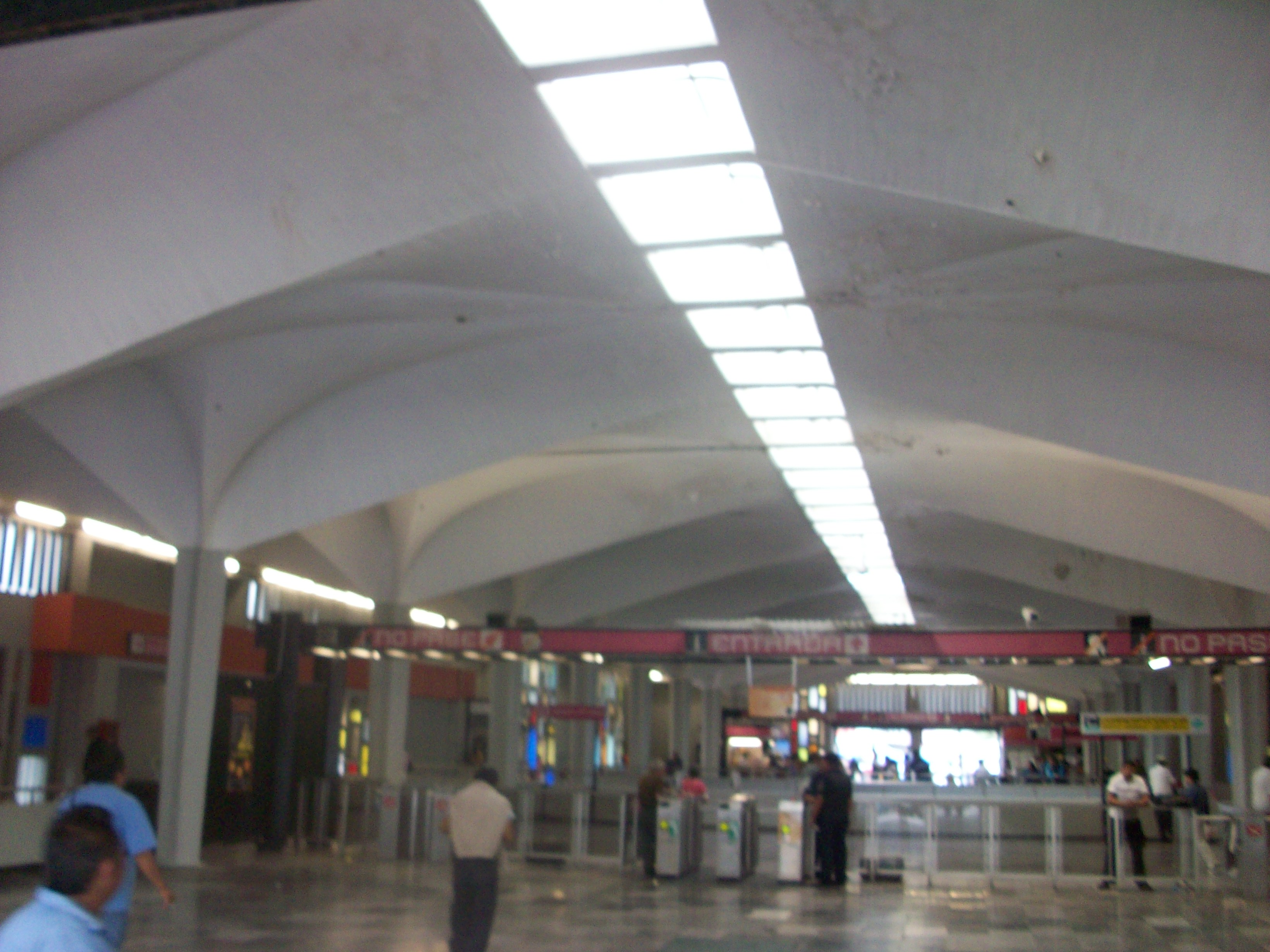
Дах станції метро Candelaria, Мехіко

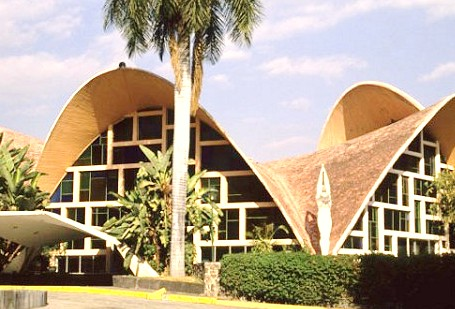
Ресторан готелю Casino de la Selva, Куернавака, Мексика

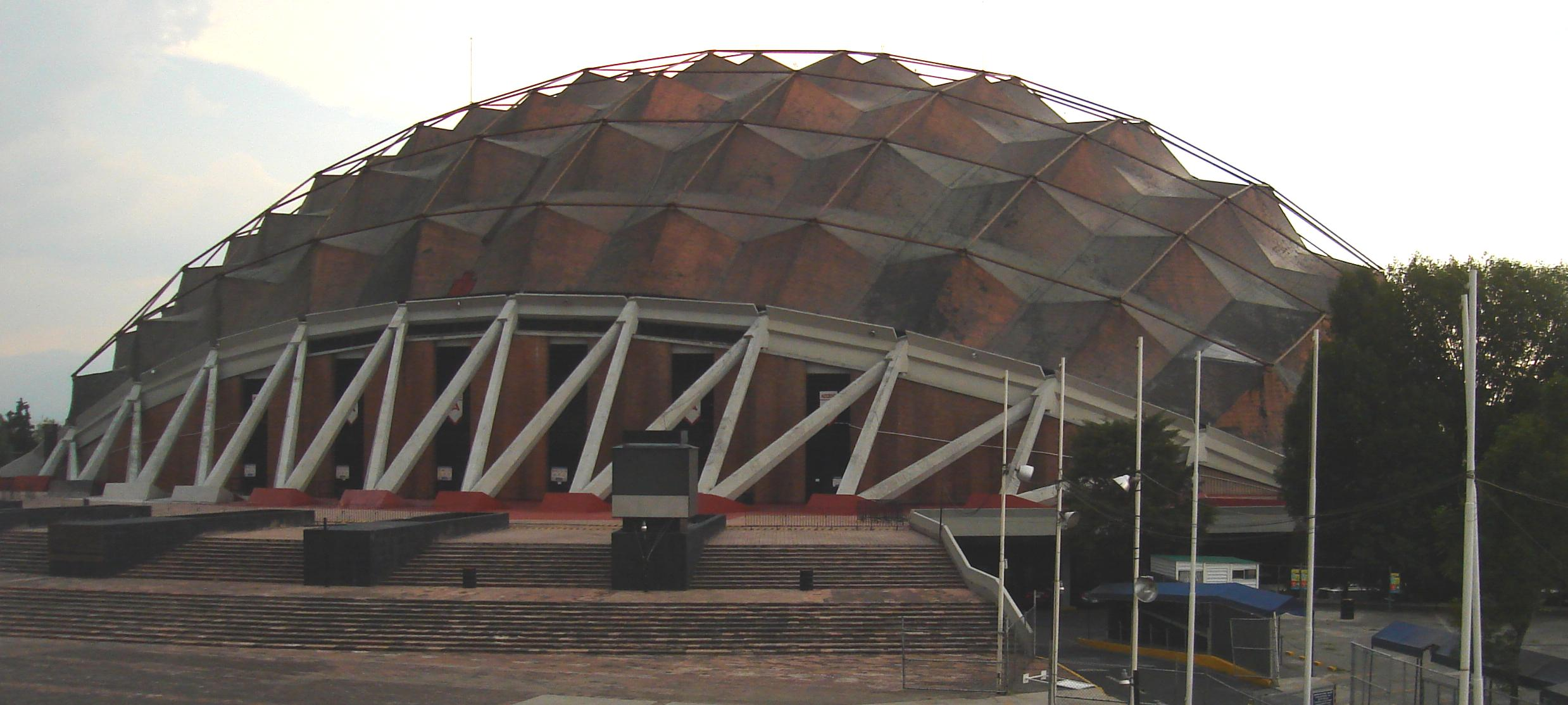
Palacio de los Deportes, Мехіко

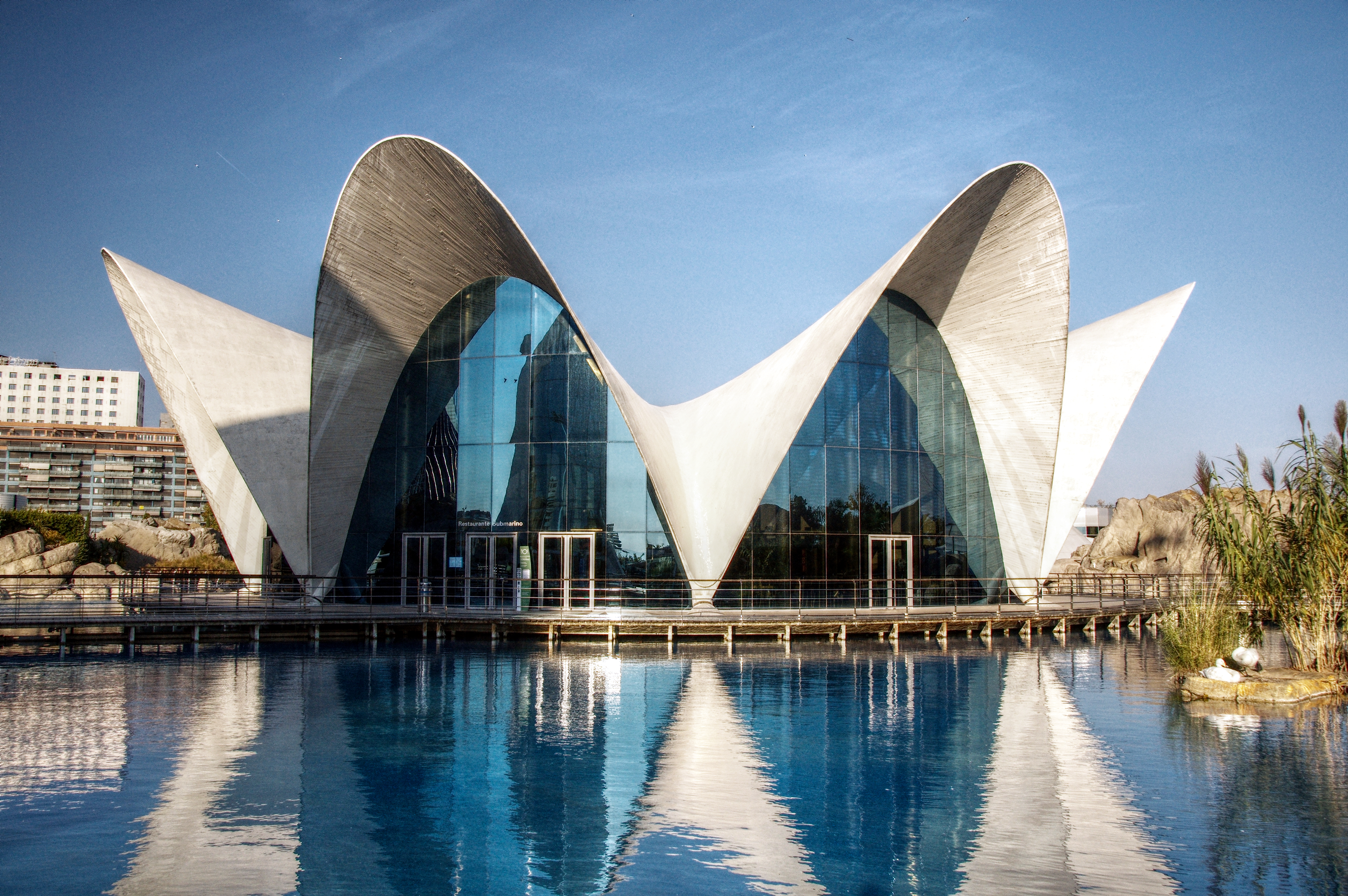
L'Oceanogràfic (El Oceanográfico), Місто мистецтв і наук, Валенсія, Іспанія, з Альберто Домінго та Карлосом Ласаро.

Фелікс Кандела Утеріньйо (ісп. Félix Candela Outeriño; 27 січня 1910 — 7 грудня 1997) — іспанський і мексиканський архітектор, який народився в Мадриді та у віці 26 років емігрував до Мексики, отримавши подвійне громадянство.
Він відомий своєю значною роллю в розвитку мексиканської архітектури та будівельної техніки. Основним внеском Кандели в архітектуру стала розробка тонких оболонок із залізобетону, широко відомих як каскарони.
Він був символом Сантьяго Калатрави, який справив великий вплив на його творчість.  .
Наприкінці своєї кар'єри він працював з архітектором Фернандо Ігерасом, розробляючи перевернуті парасолі з 12-метровими консолями.

## Праці
- 1951, Pabellón de Rayos Cósmicos («Павільйон космічних променів»), Національний автономний університет Мексики, разом з Хорхе Гонсалесом Рейною
- 1952, Almacenes de las Aduanas (митні склади), Pantaco, Ацкапотцалько, Mexico, з Карлосом Рекам'єром
- 1953—1957 Iglesia de la Medalla de la Virgen Milagrosa, Colonia Narvarte, Mexico City
- 1954—1955 Fábrica Celestino Fernández, Colonia Vallejo, Mexico City
- 1955, висвітлення Мексиканської фондової біржі, Мехіко, з Енріке де Ла Мора Лопез і Фернандо Кармона
- 1955—1956 Quiosco de Música, Санта-Фе.
- Церкви в Мехіко: 1955 церква Ель-Атільо, Койоакан ; 1955 Сан-Антоніо де лас Уертас, Такуба ; 1959 Сан-Вісенте де Поль, 1963 Санта-Моніка Лопес з Кармони; всі з Енріке де Ла Мора і Паломар і Фернандо Лопес Кармона
- 1955-56: Муніципальні ринки в Койоакані, Аскапоцалько та Анауаку, Мехіко з Педро Раміресом Васкесом і Рафаелем Міхаресом
- 1956—1957 Нічний клуб La Jacaranda, Акапулько
- 1956: Готель Casino de la Selva, Куернавака, Мексика (знесений 2001)
- 1958, ресторан Los Manatiales, Сошимілко, Мехіко, з Хоакіном Альваресом Ордонесом
- 1958, Капела Ломас де Куернавака, Куернавака, Мексика
- 1959—1960, Planta embotelladora Bacardi, Куаутітлан, поблизу Мехіко
- 1959, Capilla de Abierta Palmira в Куернаваці з Роселем і Мануелем Гільєрмо Ларроса
- 1959, церква Сан-Хосе-Обреро в Монтерреї, з Енріке де Ла Мора-і-Паломаром і Фернандо Лопесом Кармоною
- 1962, Aula Magna в Англо-мексиканській фундації разом з Енріке де Ла Мора Колонія Сан-Рафаель
- 1962-3, Церква Богоматері Гваделупської в Мадриді, з Енріке де Ла Мора і Паломар і Фернандо Лопес Кармона
- 1966, Parroquia del Señor del Campo Florido, Мехіко
- 1968, Palacio de los Deportes, Мехіко, побудований для літніх Олімпійських ігор 1968, разом з А. Пейрі та Е. Кастаньеда Тамборель
- 1969 рік, станції метро Сан-Лазаро і Канделарія в Мехіко
- 1994—2002 Океанографічний парк Валенсії, Валенсія, Іспанія